# لودفيغ بوزيب

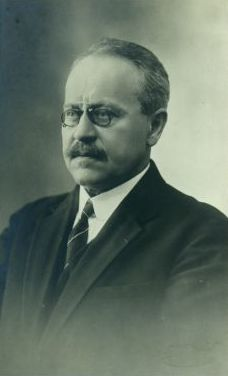
لودفيغ بوزيب في 1920.

لودفيغ بوزيب (تُكتب أيضا بوسيب أو بوسب، بالروسية:(Людвиг Мартынович Пуссеп) ولد الدكتور لودفيغ في كييف عام 1875 وتوفي 19 أكتوبر 1942 في تارتو) كان جراح منإستونيا وباحث أول وأستاذ في جراحة المخ والأعصاب.

## حياتة
ولد لودفيغ بوزيب في 3 ديسمبر 1875 في كييف إلى أب إستوني وأم بولندية تشيكية. كان والده مارتن بوزيب صانع أحذية والذي هاجر من راكفير، استونيا إلى سانت بطرسبرغ حيث التقى وتزوج فيكتوريا - ستيفانيا جوبيل. تعلم بوسيب الألمانية في المنزل والروسية في المدرسة. ولكنه لم يتعلم الإستونية حتى عام 1920 في سن 44. وواصل دراسة اللغات بما في ذلك اللغة الفرنسية و اللغة الإنجليزية و اللغة الإيطالية.

## مهنتة

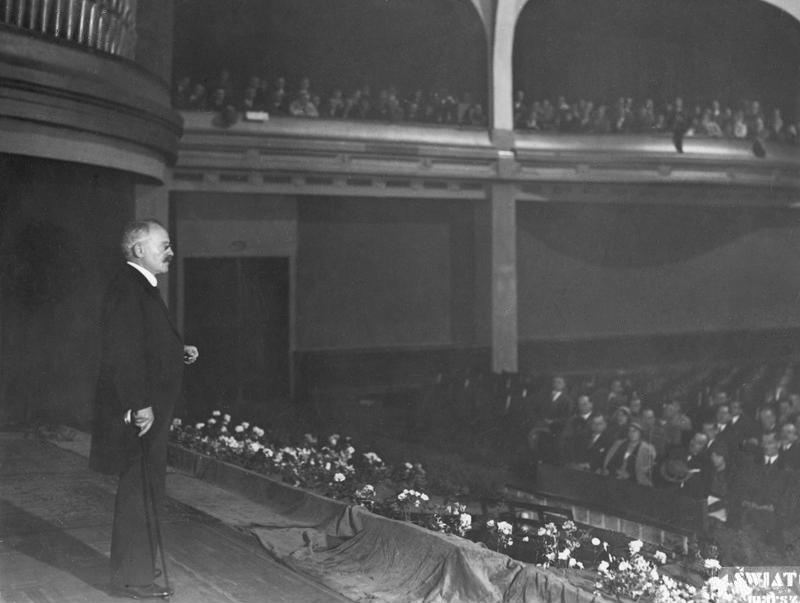
لودفيغ بوزيب يعطي محاضرة خلال زيارته إلى وارسو، بولندا، في عام 1930

### عمله المبكر في روسيا
أجرى بوزيب دراسات طبية في أكاديمية سانت بطرسبرغ العسكرية الطبية من 1894 إلى 1899. بدأ بوزيب التدريب في علم الأعصاب تحت تدريب فلاديمير بيختيريف، وأجرى أول عملية في مجال جراحة الأعصاب في عام 1899. بعد أن حصل على الدكتوراه في العلوم الطبية في عام 1902، انضم بوزيب إلى أعضاء هيئة التدريس في علم الأعصاب في المعهد الطبي للمرأة. من 1904-1905 شغل منصب ضابط طبي في الحرب الروسية اليابانية. ولدى عودته إلى سانت بيترسبورغ في عام 1907، تولى منصب أستاذ مساعد في أكاديمية سانت بطرسبرغ الطبية العسكرية في قسم الأمراض العصبية والعقلية. كما قام بتدريس طلبة الطب كعضو في كلية أكاديمية سانت بطرسبرغ الطبية العسكرية. خلال هذا الوقت، قام بويزيب وبيختيريف بإجراء جراحي تجريبي، عملية فصل فص المخ الجبهي وقطع الألياف في فصوص الجبهي - على ثلاثة مرضى للذهان الاكتئابي بهدف الحد من التحريض النفسي. ولكنهم كانوا غير راضين عن النتائج، وتوقفوا عن المحاولات في الجراحة النفسية.
أصبح بيختيريف غير راض عن محاولات الجراحين العامين للعمل على الجهاز العصبي وشعروا بأن علم الأعصاب يجب أن يصبح تخصص جراحي مثل أمراض النساء أو طب العيون حيث قال: «سوف يأخذ أطباء الأعصاب سكين في أيديهم ويفعلون ما ينبغي عليهم القيام به». وأنشأ غرفة عمليات في قسم الأمراض العصبية والعقلية ومنهج دراسي يؤكد التشخيص العصبي. عندما أسس معهد سان بطرسبورغ النفسي العصبي في وقت لاحق من ذلك العام كان رئيساً لعلم الأعصاب الجراحي، تم تسمية اسمه بختيريف بوزيب لرئاسة الانقسام الجديد. وكانت هذه الإدارة المستقلة للجراحة العصبية الأولى في العالم، وعندما سٌمي بوزيب أستاذاً كاملاً في عام 1910، كان أول أستاذ في العالم لجراحة الأعصاب. وخلال فترة ولايته في سانت بطرسبرغ نشر أكثر من 100 ورقة بحثية. خدم بوزيب في الخدمة الطبية للجيش الروسي في بداية الحرب العالمية الأولى، ولكن تم تصريفه وعاد إلى التدريس والقيادة الأكاديمية في سانت بطرسبرغ بعد أن أصيب. في عام 1917 نشر نصا في علم الأعصاب باللغة الروسية بعنوان مبادئ علم الأعصاب الجراحي.

### عمله في استونيا
في عام 1920، انتقل بوزيب من سانت بطرسبرغ إلى تارتو، في استونيا المستقلة حديثا، لبدء الفصل الأكثر إنتاجية من حياته المهنية. حصل على الجنسية الإستونية في 6 أغسطس 1920. تم تعيينه أستاذا في علم الأعصاب في جامعة تارتو ومدير مستشفى الأمراض العصبية (التي أنشئت عام 1921). أجرى بوزيب أول عملية ورم في الدماغ في إستونيا في 30 أبريل 1921، لكتلة زاوية سيريبيلوبونتين من الجانب الأيمن. على مدى السنوات العشرين المقبلة قام الدكتور بتطوير علم الجراحة العصبية والخدمة السريرية في غرف العمليات الخاصة به ودعم الخلايا العصبية. وقد تم التعبير عن نهجه التطلعي إلى الأمام لتنظيم بعثات العلاج والبحث والتعليم للمعهد في خطة وضعت في 1920. حتى عام 1940 ظلت عيادة تارتو المركز العصبي المتخصص الوحيد في البلطيق، وجذب المرضى من فنلندا ولاتفيا وليتوانيا. سافر الأطباء من جميع أنحاء أوروبا، بما في ذلك من إسبانيا ويوغوسلافيا، إلى تارتو للتدريب مع بوزيب.
في تارتو، واصل بوزيب البحث والابتكار والنشر. وكان رئيس تحرير مؤسس إيستي أرست (الطبيب الإستوني). تم نشر عمل مؤلف من 726 صفحة بعنوان داي تومورين دي جيهيرنز في عام 1929، ثم ترجم إلى طبعة إسبانية في عام 1931. أسس بوسيب المجلة الطبية فوليا نيوروباثولوجيكا إستونيانا. نشرت من 1923 إلى 1939، حيث كان يعمل بها ليس فقط من باحثين تارتو ولكن أيضا من المؤلفين الدوليين بما في ذلك ماربورغ، فريمان، معلمه بختيريف، والتر داندي، ووكر، غيلين، والأجوين. صدر المجلد الأول من داي نيوروباثولوجي تشيرورجيسش، وهو عمل ضخم من 1400 صفحة، في عام 1931. وظل العمل غير مكتمل بسبب ظهور الحرب العالمية الثانية وتدهور صحة بوزيب. وقد نشر عمله الأخير، " tema töö ja tervishoid" تيما تو جا تيرفيشويد في تارتو في عام 1941.
شملت مساهمات بوزيب الكتب المنشورة عن جراحة أورام الدماغ والجهاز العصبي والأوراق على عدد متنوع من المواضيع داخل جراحة المخ والأعصاب بما في ذلك وصف علامة بوسيب التي تدل على رد فعل غير طبيعي في 5 أخمص القدمين - وعملية بوزيب لالنوبة. كما قام بتنقيح تقنيات علم البطين، واستعرض العلاج الجراحي لتمدد الأوعية الدموية الدماغية، وجرب قياس الضغط داخل الجمجمة باستخدام مقياس ضغط الدم، والتحقيق في ضغط العصب بسبب فتق العمود الفقري. وكان واحدا من الأعضاء المؤسسين للجمعية الاستونية العصبية (إيستي نيورولوجيد سيلتس) في عام 1922، ثم شغل منصب رئيس الجمعية. وقد قال بعض الكتاب أن بوزيب، من خلال الدور الذي لعبه في النهوض بالمهنة الجراحة العصبية، كان نظيره هارفي كوشينغ في نصف الكرة الشرقي.

## تكريمة
سافر بوسيب على نطاق واسع كمحاضر مدعو وأستاذ زائر. وحصل على الدكتوراه الفخرية في جامعة بادوا (1922) وجامعة فيلنيوس (1929). في عام 1938 كان واحدا من أول اثني عشر استونيين منحوا العضوية في الأكاديمية الاستونية للعلوم. وكان أيضا عضوا مناظرا في الأكاديمية البرتغالية للعلوم والأكاديمية الفرنسية للجراحة. بعد أن تأسست استونيا في الاتحاد السوفييتي في عام 1940، مُنح بوزيب لقب العالم المستحق. تم إنشاء نصب من الجرانيت والبرونز صممه إنديل إدوارد تانيلو في عام 1982 في غرب تارتو في مارجاميزا. و تيو كليينيكوم نارفيكلينيك الحالي هو في شارع لودفيغ بوسيبا في تارتو.

## عائلتة

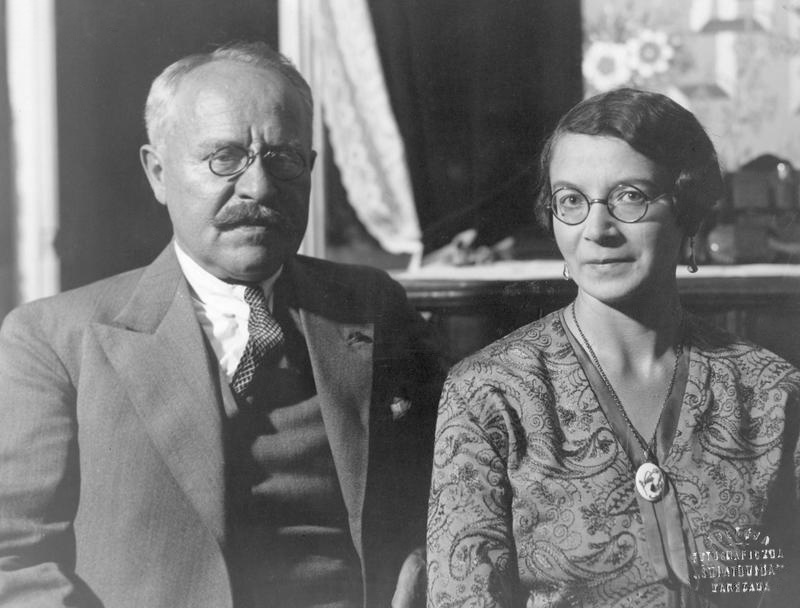
لودفيغ بوزيب مع زوجته في عام 1930

تزوج بوزيب ماريا كوتسوبي في عام 1906. بعد وفاتها في عام 1929، تزوج ماريا كوبار، وفي عام 1932 ولدت ابنتهما الوحيدة ليفيا.
بدأت صحة بوزيب في الانخفاض في النصف الثاني من عام 1940، وتوفي من سرطان المعدة في 19 أكتوبر 1942 في تارتو. دفن في تارتو في مقبرة الرمادي.

## وصلات خارجية
* Ludvig Puusepa monument
- Olnust olevale